# Amuwo-Odofin
Amuwo-Odofin est une zone de gouvernement local de l'État de Lagos au Nigeria.